# Свято-Миколаївський храм (Китайгород)
Церква Святого Миколая — пам'ятка архітектури національного значення, розташована у селі Китайгород Царичанського району Дніпропетровської області. Розташована на Музейній вулиці.

## Історія
Миколаївська церква була побудована в 1757 році за ініціативою і на кошти Китайгородського сотника Павла Єфремовича Семенова. Для будівництва Свято-Миколаївського храму козаки привозили обпалену цеглу з верхів'їв Дніпра на човнах. Кладка велася на вапняному розчині. Збереглися розписи в барабані, на склепіннях й стінах. Місцями крізь них проступає більш ранній живопис 18 сторіччя.
Свято-Миколаївський храм входить до складу унікального ансамблю культових кам'яних споруд в селі Китайгород Царичанського району Дніпропетровської області.
Свято-Миколаївський храм було закрито у 1954 році й за сорок років повністю спустошив.
Восени 1996 року Миколаївська церква Дніпропетровської області була відреставрована й освячена.